# .de
.de (нем. Deutschland - Германия) — национальный домен верхнего уровня для Германии.
Домен .de по количеству зарегистрированных адресов находится на втором-третьем месте, после домена .com и соревнуется с доменом .cn.
Первым доменом был uni-dortmund.de.
26 июня 2006 года был зарегистрирован 10-миллионный адрес в домене .de, им стал huettenberger-case-fabrik.de.